# Свентайно (гмина, Щиценьский повет)
Свентайно (пол. Świętajno) — сельская гмина (волость) в Польше, входит как административная единица в Щитненский повет, Варминьско-Мазурское воеводство. Население — 5903 человека (на 2004 год).

## Демография
| Перепись                       | Всего   | Всего | Женщины | Женщины | Мужчины | Мужчины |
| ------------------------------ | ------- | ----- | ------- | ------- | ------- | ------- |
| Единицы                        | человек | %     | человек | %       | человек | %       |
| Население                      | 5903    | 100   | 2923    | 49,5    | 2980    | 50,5    |
| Плотность населения (чел./км²) | 21,1    | 21,1  | 10,4    | 10,4    | 10,7    | 10,7    |

## Сельские округа
1. Бялы-Грунт
2. Хохул
3. Длуги-Борек
4. Еромины
5. Ерутки
6. Еруты
7. Кочек
8. Колёня
9. Конрады
10. Нове-Чайки
11. Цис
12. Пясутно
13. Спыхово
14. Старе-Чайки
15. Свентайно
16. Зелёне

## Поселения
1. Бжузки
2. Быстш
3. Хайдыце
4. Кервик
5. Лонцк-Малы
6. Лонцк-Вельки
7. Мышадло
8. Недзведзица
9. Полом
10. Повалчин
11. Рацибуж
12. Спыховски-Пец
13. Спыхувко
14. Шклярня

## Соседние гмины
1. Гмина Дзвежуты
2. Гмина Пецки
3. Гмина Розоги
4. Гмина Ручане-Нида
5. Гмина Щитно